# Samuel Massé
Pour l’article homonyme, voir Massé.
Samuel Massé est un peintre français né à Tours en 1672, mort à Paris en 1753.
L'historien Pierre-Marie Gault de Saint-Germain  précise qu'il y a deux peintres originaires de Tours s'appelant tous les deux Samuel Massé.

## Biographie
« Masse (Samuel) de Tours, P. H. reçu à l’académie de peinture et de sculpture le 26 septembre 1705, mort, âgé de quatre-vingt-deux ans, le 30 juin 1753. (liste des Académiciens.) C'est tout ce qu'on sait de Samuel Masse, peintre qu'ont négligé les biographes et qui ne mérite peut-être pas beaucoup qu'on s’occupât de lui. Cependant, si l’académie le reçut à une époque où elle se montrait encore difficile sur le choix de ses membres, on ne peut pas supposer qu'il fût tout à fait médiocre. Le Louvre n'a pas un échantillon de sa peinture ; il garda un certain temps son tableau de réception, Vénus demandant des armes à Vulcain ; mais, cet ouvrage, comme tant d'autres, est remonté dans les greniers du Musée. Je n'ai pu trouver la trace de tous les ouvrages de Samuel Masse (et non Massé, comme il est nommé quelquefois par erreur) ; je vois seulement qu'en 1736 il exposa au Salon : le Baptême de Jésus-Christ, l’Enlèvement d’ Europe et Vénus sur les eaux ; en 1738, une Jeune bacchante jouant avec des enfants ; enfin, en 1750, St. Michel  foulant aux pieds le démon, tableau de petites dimensions. Samuel Masse était marié depuis quatre ans et trois mois quand l'Académie lui ouvrit ses portes. Le  samedi 11 juin 1701, il avait épousé, à St-Germain l'auxerrois, Marie-Anne, âgée de 28 ans, fille de défunt Pierre Bain, orfèvre du Roy. L'acte de son mariage le dit : « Samuel Masse âgé de 28 ans, peintre, fils de deffunts Samuel Masse, vivant, marchand de draps de soie à Tours, et de Marie-Etiennette Jumeau, demeurant rue des Orties ».
Samuel Massé avait perdu son père en 1697 et sa mère en 1699. Tous les deux étaient morts à Londres, où probablement ils étaient établis comme marchands de gros de Tours. (Arch. de la ville) Masse demeurait rue Matignon, au coin de la rue des Orties, lorsque, le 5 octobre 1704, il perdit une fille, née le 1er septembre 1701 et tenue par Charles Perrault, le médecin-architecte, auteur des Contes des fées. (St-Germain- l'Auxerrois) Masse décéda en 1753 : « Samuel Masse, peintre du R. en son Acad., âgé de quatre-vingts ans ou environ, veuf de Marie-Anne Beauce (sic pour Bain), décédé hier à six heures du matin, rue Frementeau, de cette paroisse a été inhumé au cimetière des Sts-innocents, etc. I (St-Germ.). Il signait d'une écriture lourde : « Samuel Massé ». Voir Bain, Perrault. »

— Auguste Jal, Dictionnaire critique de biographie et d’histoire, Paris, 1872, page 847.

## Œuvres ans les collections publiques

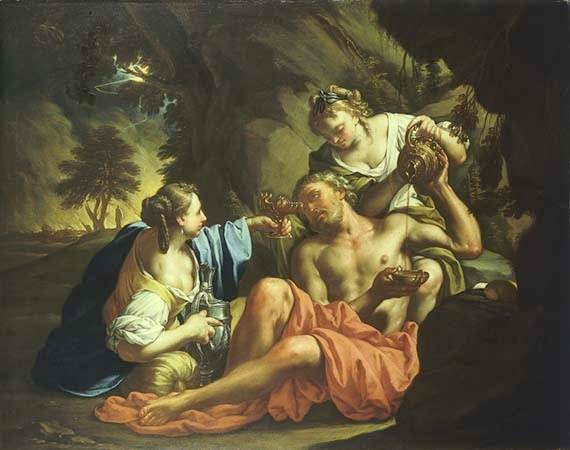
Loth et ses filles, Musée de la collection de Jean-Paul II

- Mars et Vénus, vers 1750, Caen, musée des Beaux-arts
- Junon ordonne à Éole de détruire la flotte d'Énée, 1727, Nancy, musée des Beaux-arts
- Vénus et Vulcain, 1705, Paris, École nationale supérieure des beaux-arts, dépôt du musée du Louvre
- Le Christ et les docteurs, vers 1715-172 ?, Saint-Antoine-de-Tilly, Canada.
- Vénus demande à Vulcain des armes pour Énée, morceau de réception à l'Académie en 1705,  Tours, musée des Beaux-arts, dépôt de l'École nationale supérieure des beaux-arts de Paris
- Présentation de Jésus au Temple, Toury, (Eure-et-Loir), église paroissiale.
- Loth et ses filles, Varsovie, Musée de la collection de Jean-Paul II.